# Venturia pastranai
Venturia pastranai är en stekelart som först beskrevs av Blanchard 1946.  Venturia pastranai ingår i släktet Venturia och familjen brokparasitsteklar. Inga underarter finns listade i Catalogue of Life.